# ムバララ
ムバララ(英語：Mbarara)はウガンダの西部地域南部のムバララ県の県都。人口は約22万人（2020年）。

## 地理
首都カンパラの南西約290kmに位置する。

マサカとムブロ湖国立公園近くのカバレを結ぶ交通結節点である。

## 人口
- 2002年：6万9400人
- 2010年：8万2000人
- 2011年：8万3700人
- 2014年：19万5013人[3][4]

## 病院
- ムバララ病院（英語版）：600床の公立病院
- 聖無辜児童病院（英語版）：ムバララ・カトリック大司教区（英語版）が運営する100床の私立病院

## 教育
- ムバララ薬科大学（英語版）
- ムバララ科学技術大学（英語版）：1989年に開学した、ウガンダに6つしか無い公立大学の1つ
- ウガンダ殉教大学（英語版）ムバララ・キャンパス
- スチュアート司教大学（英語版）：ウガンダ教会（英語版）が運営するキリスト教大学
- ンタレ学校（英語版）：中高一貫の男子寄宿学校
- ムバララ高校（英語版）：中高一貫の男子校

## 国家機関
- ウガンダ管理機構（英語版）西部キャンパス

## 企業
- ムバララ醸造所：8000万米ドルをかけて建てたSABミラーの子会社[5][6]
- ムバララ製鉄所：中国の国有企業である中国机械対外経済技術合作有限公司(CMIC)が所有・運営している[7]

## 交通
- ムバララ空港（英語版）：市街地中心部から北西に約10kmに位置する公営空港